# Idilă

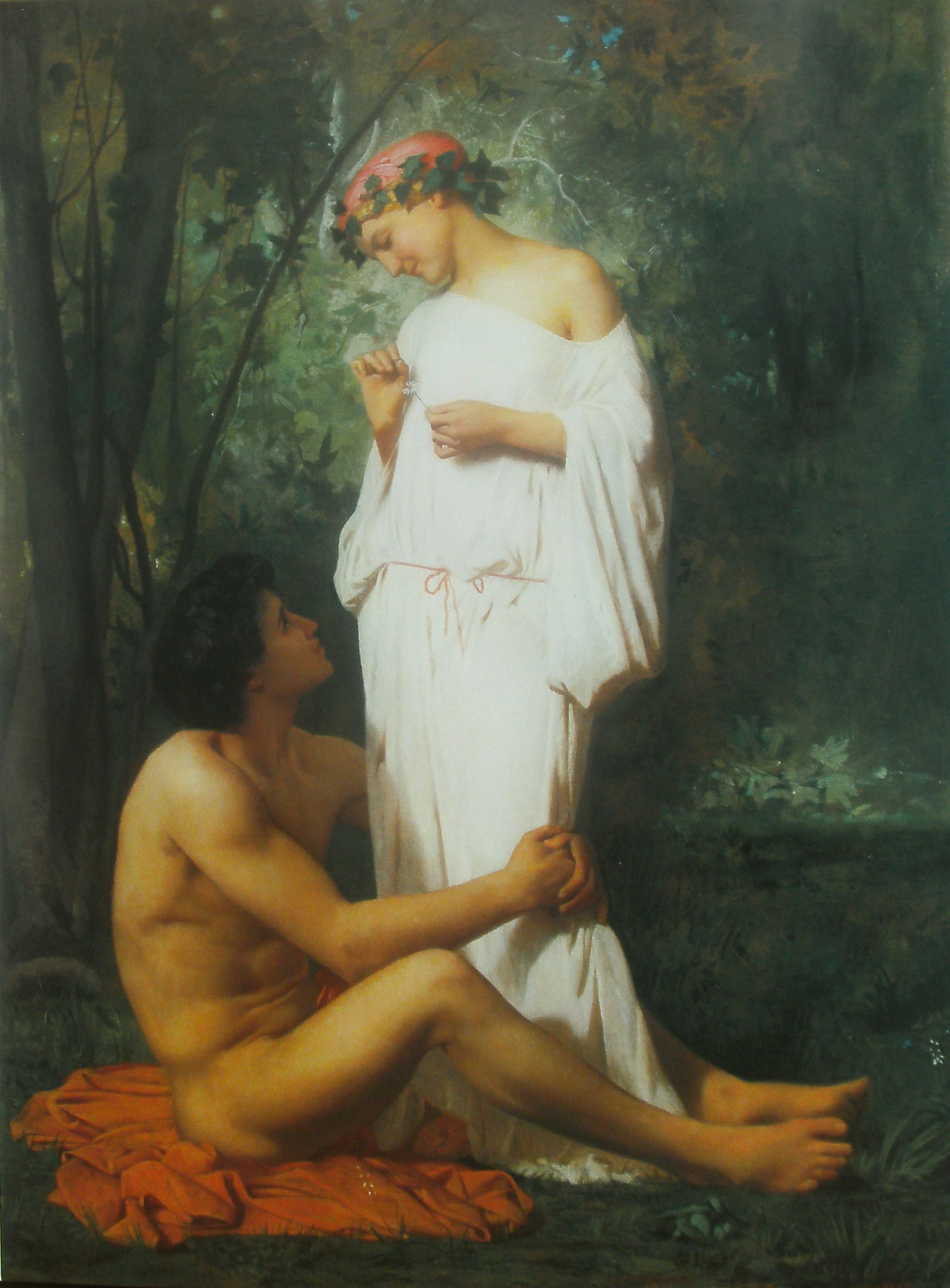
Idila (William-Adolphe Bouguereau)

Idila este o specie de poezie lirică și erotică din sfera poeziei bucolice, în care este prezentată, în formă optimistă sau idealizată, viața și dragostea în cadrul rustic.
Idila este o specie a liricii peisagistice și erotice, care zugrăvește în tonalități optimiste sau idealizante viața și dragostea în cadrul rustic. Idila însemnă și iubire curată, naivă, tinerească între persoane de sex opus
(În muzică) Idila este o compoziție, de obicei instrumentală, cu caracter pastoral sau sentimental; de exemplu, Siegfried-Idyll, poem simfonic pentru orchestră de cameră, de Richard Wagner.  